# Bleifuss Fun
Bleifuss Fun (im Original Ignition, in Frankreich Fun Tracks) ist ein Rennspiel, das 1996 für DOS und Microsoft Windows von Virgin Interactive veröffentlicht wurde. 2017 erfolgte eine Wiederveröffentlichung unter Verwendung einer vorkonfigurierter DOSBox bei Steam und GOG.com durch Interplay Entertainment.

## Spielprinzip
Der Spieler absolviert verschiedene Rundkurse aus der Vogelperspektive, in denen jeweils auszuweichenden Gefahren wie entgegenkommende Fahrzeuge, Züge, Steinschlag oder Blitze vorhanden sind, die zum Zurücksetzen des Fahrzeuges und somit zum Zeitverlust führen. Alle Autos verfügen über einen Turbo, der sich nach Benutzung langsam wieder auflädt. Anfangs stehen fünf Strecken und sieben Fahrzeuge zur Auswahl. Mit Absolvieren der Meisterschaften in den Stufen Anfänger (Novice), Fortgeschritten (Expert), Profi (Pro) und Gespiegelt (Mirror) werden noch zwei weitere Strecken und vier weitere Fahrzeuge freigeschaltet.

### Fahrzeuge
| Name       | Typ                     | Vorbild                 | Freischaltung                           |
| ---------- | ----------------------- | ----------------------- | --------------------------------------- |
| Enforcer   | Polizeifahrzeug         | 1974 Plymouth Fury      |                                         |
| Redneck    | Sportwagen              | 1965 Ford Mustang       |                                         |
| School Bus | amerikanischer Schulbus | 1974 Dodge S-Series     |                                         |
| Bug        | VW Beetle               | VW Beetle               |                                         |
| Smoke      | Sattelzugmaschine       | Peterbilt 359           |                                         |
| Coop       | Mini Cooper             | Austin Mini Cooper S    |                                         |
| Evac       | Sanitätsfahrzeug        | Willys MB "Jeep"        |                                         |
| Banana     | Rennwagen               | Porsche 911             | gewonnene Meisterschaft Anfänger        |
| Monster    | Monstertruck            | 1983 Ford Econoline     | gewonnene Meisterschaft Fortgeschritten |
| Vegas      | Coupé                   | 1971 Dodge Challenger   | gewonnene Meisterschaft Profi           |
| Ignition   | Tourenwagen             | Chevrolet Camaro NASCAR | gewonnene Meisterschaft Gespiegelt      |

### Strecken
| Name           | Land       | Freischaltung                           |
| -------------- | ---------- | --------------------------------------- |
| Moosejaw Falls | Kanada     |                                         |
| Gold Rush      | USA        |                                         |
| Snake Island   | Karibik    |                                         |
| Lost Ruins     | Brasilien  |                                         |
| Yodel Peaks    | Österreich |                                         |
| Cape Thor      | Island     | gewonnene Meisterschaft Anfänger        |
| Tokyo Bullet   | Japan      | gewonnene Meisterschaft Fortgeschritten |

## Rezeption
Bleifuss Fun böte zwar liebevoll designte Strecken, aber zu wenig Umfang und Abwechslung. Es benötige kaum Einarbeitungszeit und halte sein Versprechen beim Spielspaß. Es sei der ideale Pausenfüller, aber nicht vergleichbar mit komplexeren Simulationen. Es sei kurzweilig und in höheren Schwierigkeitsstufen stellenweise unfair. Es habe Anleihen an der Micro Machines, sei aber keine einfache Kopie. So sei die Übersicht deutlich besser, so dass Strecken nicht auswendig gelernt werden müssen. Die Computergegner seien hartnäckig. Die Fahrmodelle seien gut ausgetüftelt. Der Ligamodus motiviere. Im Netzwerkmodus spiele Bleifuss Fun seine Stärken aus. Das Spiel präsentiere detaillierte Grafik aus ungewohnter Perspektive. Zudem sei es voll zahlreicher kleiner Gags wie etwa dem Kindergeschrei, wenn der Schulbus den Turbo zünde.